# Giacomo Tritto
Giacomo Domenico Mario Antonio Pasquale Giuseppe Tritto, także Tritta (ur. 2 kwietnia 1733 w Altamurze, zm. 16 lub 17 września 1824 w Neapolu) – włoski kompozytor.

## Życiorys
Studiował w Conservatorio della Pietà dei Turchini w Neapolu, gdzie jego nauczycielem był Pasquale Cafaro. Dzięki wsparciu Cafara został w 1785 roku jego asystentem jako kapelmistrza w tejże uczelni, następnie w 1793 roku drugim kapelmistrzem i w 1799 roku dyrektorem. W latach 1804–1805 i ponownie od 1816 roku był kapelmistrzem na dworze króla Ferdynanda IV. Do jego uczniów należeli Vincenzo Bellini, Gaspare Spontini, Saverio Mercadante i Giacomo Meyerbeer. Jego wnukiem i zarazem uczniem był Michael Costa.
Skomponował przeszło 50 oper, ponadto szereg utworów religijnych, w tym msze, pasje i kantaty. Jego opery, należące głównie do gatunku buffa, prezentują schyłkowy okres działalności szkoły neapolitańskiej. Opublikował prace Partimenti e regole generali per conoscere qual numerica dar si deve ai vari movimenti del basso (Mediolan 1821) oraz Scuola di conirappunto, ossia Teoria musicale (Mediolan 1823).